# Arc formeret

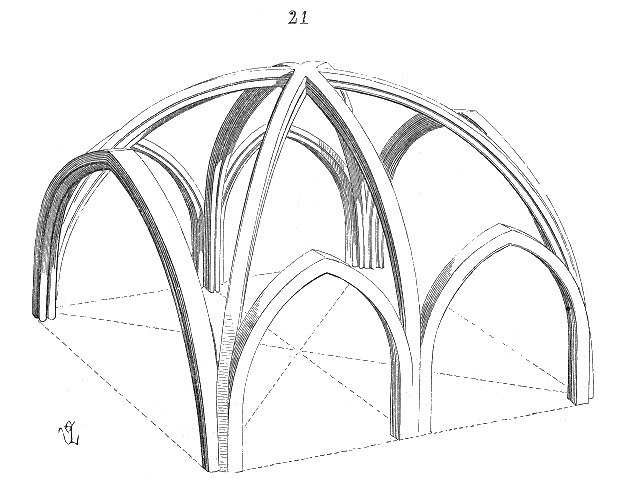
Deux travées comportant une croisée d'ogives avec des voûtains qui prennent appui sur des arcs en plein cintre (ogives formant des arcs diagonaux) et des arcs brisés (arcs doubleaux perpendiculaires à l'axe de la nef et arcs formerets parallèles à l'axe de la nef).

L'arc formeret est un arc parallèle à l’axe de la voûte, c'est l'arc latéral d'une travée.

## Description et fonction
L'arc formeret est un arc longitudinal engagé dans un mur porteur, positionné à la rencontre entre ce mur (mur d'un collatéral, mur gouttereau) et une voûte ou un quartier de voûte. Il ferme une travée de voûte parallèlement à l’axe du vaisseau. Son nom est donné par le fait qu'il délimite la forme du voûtain perpendiculaire à l'axe de la nef.
Au contraire, les arcs doubleaux sont perpendiculaires à l'axe de la nef et reposent sur deux piliers opposés d'une travée de la nef. Les arcs doubleaux existent toujours tandis que les arcs formerets n'existent que s'il y a des bas-côtés (en effet, dans ce cas, les murs de la nef ne sont pas plein, il faut alors des arcs).
Selon Eugène Viollet-le-Duc dans son Dictionnaire raisonné de l’architecture française du XIe au XVIe siècle :  « Les arcs-formerets sont engagés dans les parements des murs et se  profilent comme une moitié d’arc-ogive ou d’arc-doubleau [...] » . Il indique que c'est plus tard, à partir du XIIIe siècle, qu'ils « traversent l’épaisseur du mur » afin de former un arc de décharge du mur, au-dessus de la fenêtre, et une archivolte à l'extérieur de l'édifice.

Il est souvent confondu avec l’arc-doubleau qui lui est transversal, perpendiculaire à la nef.

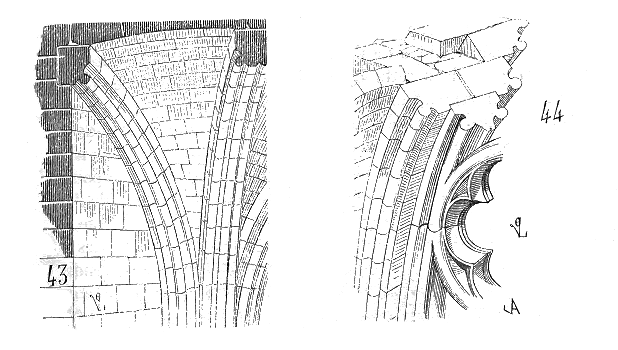
Arc formeret engagé dans un mur latéral, et arc formeret traversant à l'extérieur et formant la partie supérieure d'une fenêtre[3].
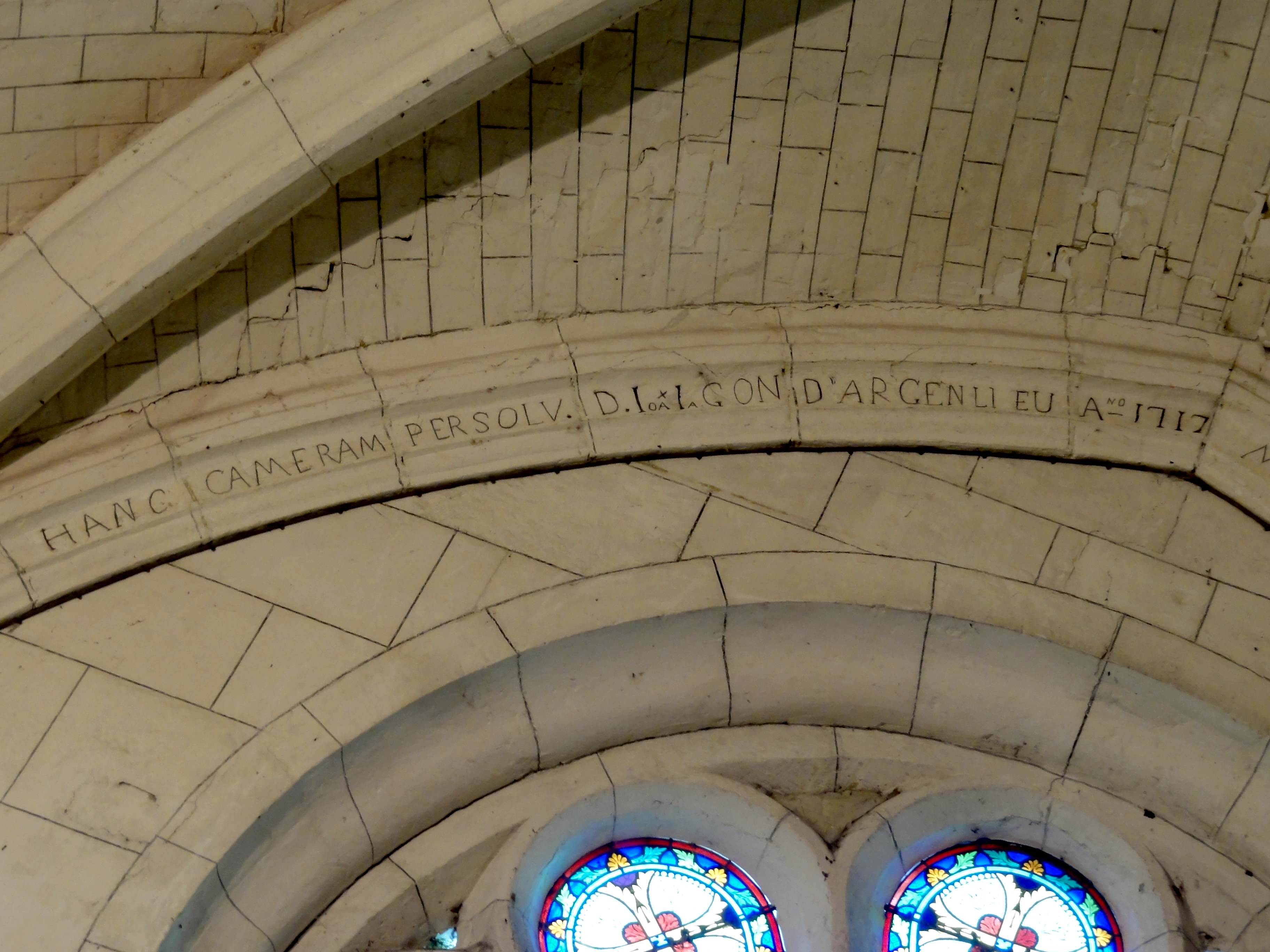
Inscription sur le l'arc formeret au revers de la façade de l'église Saint-Lucien à Avrechy.
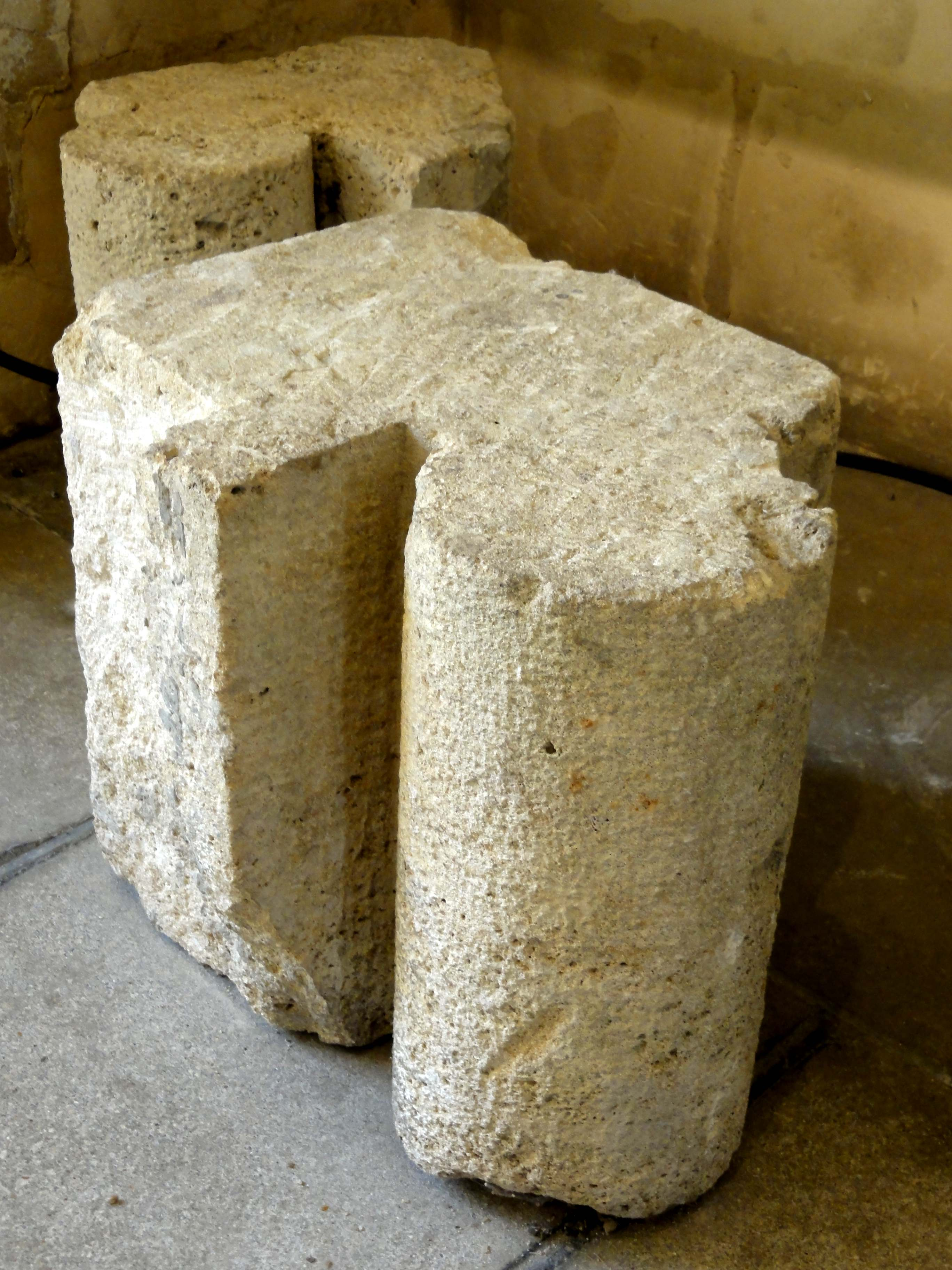
Bloc mouluré d'un arc formeret de l'abbatiale de l'Abbaye de Royaumont.